# Gerald Barnes
Gerald Richard Barnes (ur. 22 czerwca 1945 w Phoenix, Arizona) – amerykański duchowny katolicki, biskup San Bernardino w metropolii Los Angeles w latach 1995–2020.
Jego rodzina, gdy miał rok, przeniosła się do Los Angeles, tam też dorastał, pomagając rodzicom w prowadzeniu sklepu. Ukończył studia na Uniwersytecie Stanowym Kalifornii. Wstąpił następnie do seminarium duchownego w Saint Louis. Do kapłaństwa przygotowywał się również w Dayton w Ohio i San Antonio. Święcenia kapłańskie otrzymał 20 grudnia 1975 i został kapłanem archidiecezji San Antonio. Pracował m.in. jako rektor swej alma mater z San Antonio. W roku 1989 został prałatem honorowym Jego Świątobliwości.
28 stycznia 1992 powrócił do swej rodzinnej Kalifornii będąc mianowany biskupem pomocniczym San Bernardino. Otrzymał stolicę tytularną Mons Faliscus. Sakry udzielił mu ówczesny miejscowy ordynariusz Phillip Straling. Barnes był pierwszym w historii diecezji San Bernardino biskupem pomocniczym (diecezja m.in. pod wpływem migracji rozrastała i rozrasta się liczebnie w bardzo szybkim tempie - w roku 2004 miała ponad 1 milion wiernych). 
28 grudnia 1995, po trwającym ponad pół roku wakacie, został mianowany ordynariuszem San Bernardino.
28 grudnia 2020 papież Franciszek przyjął jego rezygnację z pełnionej funkcji, złożoną ze względu na wiek.